# Снукс, Ян
Ян Снукс (нидерл. Jan Snoeks; 31 марта 1932, Эймёйден, Северная Голландия — 1 ноября 2022, Эймёйден, Северная Голландия) — нидерландский футболист, игравший на позиции нападающего, выступал за команды «Стормвогелс» и «Аякс».

## Футбольная карьера
Ян Снукс воспитанник футбольного клуба «Стормвогелс» из Эймёйдена, также как и его старший брат Хенк. Отец Хенк и дядя Тон играли за «Стормвогелс» в 1910—1920 годах. Будучи игроком юношеского состава команды, Ян вызывался в юношескую сборную Нидерландов. С 1950 года выступал за первую команду. В июле 1957 года был выставлен на трансфер.
В августе 1957 года стал игроком амстердамского «Аякса». В первом же матче чемпионата, состоявшемся 28 августа, он забил гол в ворота клуба МВВ. В сентябре Снукс забил ещё два гола, однако затем стал реже попадать в основной состав. За сезон он принял участие в 12 матчах чемпионата, в которых забил 3 гола; «Аякс» финишировал в первенстве на 3-м месте.
Первый матч в сезоне 1958/59 Снукс провёл 24 августа 1958 года против клуба ДВС/А, а ровно через два месяца, 26 октября, он отметился дублем в матче с МВВ. В декабре нападающий ещё трижды поражал ворота соперников. Свой шестой мяч в сезоне Ян забил 22 марта 1959 года в гостевой игре с клубом СХС; в той игре он вышел на 44-й минуте вместо полузащитника Франца, а на 66-й отличился голом. Матч стал рекордным в сезоне по количеству забитых голов в одном матче — «Аякс» одержал победу со счётом 2:9. 18 мая Ян в последний раз сыграл за амстердамцев, появившись на замену в матче с НОАД. По итогам сезона «Аякс» занял 6-место, что в конечном итоге послужило увольнением главного тренера — австрийца Карла Хуменбергера.
В июне 1959 года, Снукс и ещё несколько игроков, среди которых был Фелдманн, Ван дер Кёйл, Шмидт и другие, были выставлены клубом на трансфер. В итоге Ян вернулся обратно в свой бывший клуб, тогда как из «Стормвогелса» в «Аякс» перешли братья Хенк и Кес Грот.

## Личная жизнь
Отец — Хендрикюс Йозефюс Снукс, был родом из деревни Спарндам, мать — Агье Пронк, родилась в Велзене. Родители поженились в апреле 1927 года в Велзене — на момент женитьбы отец работал каменщиком. В их семье был ещё старший сын Хенк (1928—2009).
Его племянник, Франк Снукс, стал спортивным журналистом и комментатором.
Женился в возрасте двадцати пяти лет — его супругой стала Ина Гёйт. Их брак был зарегистрирован 18 декабря 1957 года в Велзене.
Умер 1 ноября 2022 года в возрасте 90 лет.